# 수축기

심실 수축, 즉 수축이 시작되는 시점의 심장주기: 1) 좌심실의 새로 산소화된 혈액(빨간색 화살표)이 대동맥 판막을 통해 박동하여 모든 신체 시스템에 공급하기 시작한다. 2) 우심실의 산소 결핍 혈액(파란색 화살표)이 허파동맥 판막을 통해 박동하여 재산소화를 위해 폐로 향한다.

수축기(systole, /ˈsɪstəli/)는 심장주기 중 심장의 일부 심장이 혈액으로 다시 채워진 후 수축하는 부분이다. 이와 대조되는 단계는 심장 판막이 혈액으로 다시 채워지는 심장주기의 이완 단계인 확장기이다.

## 어원
수축기의 영단어 systole는 근대 라틴어를 통해 고대 그리스어 συστολή (수스톨레)에서 유래했으며, συστέλλειν (수스텔레인 '수축하다'; σύν 쉰 '함께' + στέλλειν 스텔레인 '보내다'에서 유래)에서 비롯되었고, 영어의 'squeeze'와 유사하게 사용된다.

## 용어, 일반적인 설명

심장의 수축(수축)을 추적하는 전기파동. P파 탈분극의 끝점은 수축기의 심방 단계 시작점이다. 수축기의 심실 단계는 QRS 파 복합체의 R 피크에서 시작된다. T파는 심실 수축의 끝을 나타내며, 그 후 심실 이완(심실 확장기)이 시작된다.

포유류 심장에는 네 개의 방이 있다. 좌심실 위에 좌심방이 있고(그래픽에서 연한 분홍색), 이 둘은 승모판을 통해 연결된다. 그리고 우심실 위에 우심방이 있고(연한 파란색), 이 둘은 삼첨판을 통해 연결된다. 심방은 혈액 순환을 위한 혈액 수용실이며, 심실은 혈액을 내보내는 방이다.
늦은 심실 확장기에 심방이 수축하여 혈액을 심실로 보낸다. 이 혈류는 심실을 혈액으로 채우고, 그 결과 발생하는 압력으로 심방으로 가는 판막이 닫힌다. 이제 심실은 모든 판막이 닫힌 상태에서 수축하는 등용적 수축을 수행한다. 이 수축은 수축기의 첫 단계를 끝낸다. 두 번째 단계는 즉시 진행되어, 좌심실에서 대동맥 판막과 대동맥을 통해 산소화된 혈액을 모든 신체 시스템으로 펌프질하고, 동시에 우심실에서 허파동맥 판막과 허파동맥을 통해 산소 부족 혈액을 폐로 펌프질한다. 따라서 두 방(상단 심방과 하단 심실)은 서로 번갈아가며 수축한다. 먼저, 심방 수축이 심실로 혈액을 공급하고, 그 다음 심실 수축이 산소 재공급을 위해 폐를 포함한 신체 시스템으로 혈액을 심장에서 펌프질한다.
심장 수축은 심장 세포(심근세포)에 대한 전기화학적 자극에 반응하여 심장근육이 수축하는 것이다.
심장박출량은 심실이 1분 동안 펌프질하는 혈액의 양이다. 박출률은 펌프질된 혈액의 양을 좌심실 내 총 혈액량으로 나눈 값이다.

## 수축기의 종류

### 심방 수축기

심방 수축이 시작될 때의 심장 주기: 좌(빨간색) 및 우(파란색) 심실은 심실 확장기 동안 채워지기 시작한다. 그런 다음, 심전도의 P파를 추적한 후, 두 심방이 수축(수축기)을 시작하여 압력을 가해 혈액을 심실로 박동시킨다.

심방 수축은 심실 확장기 말기에 발생하며 좌우 심방의 심근 수축을 나타낸다. 심실 확장기 동안 발생하는 심실 압력의 급격한 감소는 방실판막(또는 승모판 및 삼첨판)이 열리게 하고 심방의 내용물이 심실로 비워지게 한다. 방실판막은 열린 상태로 유지되는 반면 대동맥 및 폐동맥 판막은 닫힌 상태로 유지되는데, 이는 심방과 심실 사이의 압력 경사가 후기 심실 확장기 동안 유지되기 때문이다. 심방 수축은 심실 충만에 작은 부분을 더하지만, 심실이 확장기 동안 완전히 이완되지 않으므로 좌심실 비대증 또는 심장 벽의 비후화에서 중요해진다. 심방세동, 심방조동 및 3도 심장 차단과 같이 심장에서 정상적인 전기 전도 기능이 상실되면 심방 수축이 완전히 사라질 수 있다.
심방의 수축은 심전도의 P파로 나타나는 탈분극 뒤에 온다. 두 심방이 수축함에 따라—심방의 상부에서 방실 중격 쪽으로—심방 내 압력이 증가하고 혈액은 열린 방실 판막을 통해 심실로 펌프질된다. 심실 확장기 동안 심방 수축이 시작될 때, 심실은 심방에서 유입되는 혈액으로 용량의 약 70-80%가 일반적으로 채워진다. "심방 박동"이라고도 불리는 심방 수축은 나머지 20-30%의 심실 충만에 기여한다. 심방 수축은 약 100ms 동안 지속되며, 심방 근육이 확장기로 돌아가면서 심실 수축 이전에 끝난다.
두 심실은 전기적으로나 조직학적으로 (조직 면에서) 두 심방과 심장 골격이라고 알려진 전기적으로 불투과성인 결합 조직의 콜라겐 층에 의해 분리된다. 심장 골격은 심방과 심실을 분리하는 방실 중격과 네 심장 판막의 기저 역할을 하는 섬유성 고리를 형성함으로써 심장에 구조를 부여하는 조밀한 결합 조직으로 이루어져 있다. 판막 고리에서 뻗어나온 콜라겐 확장부는 심방의 전기 활동이 심실을 가로지르는 전기 경로에 영향을 미치는 것을 막는다. 이러한 전기 경로는 굴심방결절, 방실결절 및 심장전도근육섬유를 포함한다. (심방과 심실의 전기적 영향 사이의 이 방화벽에 부수적인 경로와 같은 예외가 발생할 수 있지만 드물다.)
약리학을 통한 심박수 조절은 오늘날 흔하다. 예를 들어, 디곡신, 베타 차단제 또는 칼슘 통로 차단제의 치료적 사용은 이 상태에서 중요한 역사적 개입이다. 특히, 혈액 응고의 이상인 과응고성에 취약한 개인은 혈전증의 위험이 분명히 높으며, 이는 교정할 수 없는 경우 항응고제로 평생 치료가 필요한 매우 심각한 병리이다.

#### 우심방 및 좌심방 수축
각 심방에는 판막이 하나씩 있다. 우심방의 삼첨판은 우심실로 열리고, 좌심방의 승모판은 좌심실로 열린다. 두 판막 모두 심실 확장기 후기 단계에서 압력으로 열린다. 위거스 다이어그램의 P/QRS 단계(오른쪽 여백)를 참조하라. 그런 다음 심방 수축의 수축으로 인해 삼첨판을 통해 우심실에 산소 결핍 혈액이 채워진다. 우심방이 비워지거나 조기에 닫히면 우심방 수축이 끝나고, 이 단계는 심실 확장기의 끝과 심실 수축의 시작을 알린다(위거스 다이어그램 참조). 우측 수축 주기 시간 변수는 (삼첨판) 판막 열림에서 판막 닫힘까지 측정된다.
심방 수축의 수축은 승모판을 통해 산소 농축 혈액으로 좌심실을 채운다. 좌심방이 비워지거나 닫히면 좌심방 수축이 끝나고 심실 수축이 시작될 준비가 된다. 좌측 수축 주기 시간 변수는 (승모판) 판막 열림에서 판막 닫힘까지 측정된다.

#### 심방세동
심방세동은 심방 수축기 동안 나타나는 심장의 흔한 전기적 이상이다(오른쪽 여백의 그림 참조). 이론에 따르면, 폐동맥 줄기 내에 주로 위치하는 이소성 초점이 심방의 전기적 제어를 위해 굴심방결절과 경쟁하여 심방 심근, 즉 심방 심장 근육의 성능을 저하시킨다. 심방 전기 활동의 정돈된 굴심방 제어가 방해되어 두 심방에서 압력의 조화로운 생성이 상실된다. 심방세동은 전기적으로는 무질서하지만 (비교적) 전기적으로 건강한 심실 수축과 (비조화적으로) 작동하는 잘 관류된 심방 덩어리를 나타낸다.
심방세동으로 인한 손상된 부하는 심장의 전반적인 성능을 저하시키지만, 심실은 효과적인 펌프로 계속 작동한다. 이러한 병리에서는 박출률이 10~30% 감소할 수 있다. 교정되지 않은 심방세동은 심박수가 분당 200회(bpm)에 육박하게 할 수 있다. 이 속도를 정상 범위, 예를 들어 약 80bpm으로 늦출 수 있다면, 심장 주기 내에서 더 길어진 충만 시간으로 인해 심장의 펌프 기능이 회복되거나 개선된다. 예를 들어, 통제되지 않은 심방세동 환자의 호흡 곤란은 종종 (전기적 또는 의학적) 심율동전환을 통해 정상으로 돌아올 수 있다.

### 심실 수축기 및 위거스 다이어그램

위거스 다이어그램, 수축기 동안 다양한 사건들(여기서는 주로 심실 수축, 즉 심실 수축으로 표시됨)을 보여준다. 매우 짧은 등용적 또는 고정 용적 수축 간격(약 0.03초)은 심전도 그래프 선의 QRS 복합체의 R 피크에서 시작된다(왼쪽 상단 참조). + 박출 단계는 등용적 수축 직후 시작된다—심실 용적(빨간색 그래프 선)은 심실 압력(연한 파란색 그래프 선)이 계속 증가함에 따라 감소하기 시작한다. 그런 다음 압력은 확장기로 진입하면서 떨어진다.

심실 수축기의 위거스 다이어그램은 두 심실의 심근 수축 순서를 그래프로 보여준다. 심실 수축은 자체 수축을 유도하여 좌우 심실의 압력이 두 심방보다 높아져 삼첨판과 승모판을 닫게 된다. 이 판막들은 힘줄끈과 유두근에 의해 뒤집히는 것이 방지된다. 이제 심실 압력은 등용적 수축 단계에서 최대 압력(dP/dt = 0)이 발생할 때까지 계속 상승하며, 이는 폐동맥 판막과 대동맥 판막을 박출 단계에서 열게 한다. 박출 단계에서 혈액은 두 심실에서 압력 구배를 따라—즉, 높은 압력에서 낮은 압력으로—각각 대동맥과 폐동맥으로 (그리고 통과하여) 흐른다. 특히, 심장의 관상혈관을 통한 심장 근육 관류는 심실 수축기 동안 발생하지 않고, 오히려 심실 확장기 동안 발생한다.
심실 수축은 맥박의 근원이다.

#### 우심실 및 좌심실 수축
허파동맥 판막은 우심실에서 폐동맥으로 열리며, 폐동맥은 좌우 폐 각각에 연결되도록 두 번 분할된다. 좌심실에서는 대동맥 판막이 대동맥으로 열리며, 대동맥은 폐를 제외한 모든 신체 기관 및 시스템에 연결되는 여러 분지 동맥으로 분할 및 재분할된다.
수축을 통해 우심실 수축은 산소 결핍 혈액을 허파동맥 판막을 통해 폐동맥으로 박동시켜 폐순환을 제공한다. 동시에 좌심실 수축은 대동맥 판막, 대동맥 및 모든 동맥을 통해 혈액을 펌프질하여 모든 신체 시스템에 산소화된 혈액의 체순환을 제공한다. 좌심실 수축은 심장의 좌심실의 큰 동맥에서 혈압을 일상적으로 측정할 수 있게 한다.
좌심실 수축은 용적상 좌심실 박출률 (LVEF)로 정의된다. 유사하게, 우심실 수축은 우심실 박출률 (RVEF)로 정의된다. 정상보다 높은 RVEF는 폐고혈압을 나타낸다. 심실 수축기의 시간 변수는 다음과 같다: 우심실, 폐동맥 판막 열림부터 판막 닫힘까지; 좌심실, 대동맥 판막 열림부터 판막 닫힘까지.

### 전기적 수축기
굴심방결절(S-A 결절)은 심장의 자연적인 심장 박동기이며, 심장 근육을 통해 전달되어 주기적으로 수축하게 하는 전기 신호를 발생시킨다. 이는 상대정맥과 연결되는 지점 옆의 우심방 상단에 위치한다. S-A 결절은 연한 노란색 구조물이다. 인간의 경우 길이는 약 25mm, 너비는 3~4mm, 두께는 2mm이다. 두 가지 유형의 세포를 포함한다: (a) 소기관과 근원섬유가 거의 없는 작고 둥근 P 세포, (b) P 세포와 일반 심근 세포 사이의 중간 형태를 가진 가늘고 긴 과도 세포. 온전한 상태에서 SA 결절은 심방 질량을 통해 굴리듬으로 알려진 지속적인 전기 방전을 제공하며, 그 신호는 방실결절에서 합쳐져 나트륨, 칼륨 또는 칼슘-개폐형 이온 통로를 통해 심실 안팎으로 리듬 있는 전기 펄스를 제공한다.
지속적인 주기적 방전은 전기 물결의 파동과 같은 움직임을 생성하여 심근의 평활근을 자극하고 심장 상단에서 하단으로 주기적인 수축이 진행되도록 한다. 펄스가 (상부) 심방에서 (하부) 심실로 이동할 때, 근육 네트워크 전체에 분산되어 두 심실이 동시에 수축하게 한다. 주기의 실제 속도—심장이 얼마나 빠르거나 느리게 뛰는지—는 뇌의 메시지에 의해 조절되며, 뇌가 통증, 정서적 스트레스, 활동 수준과 같은 신체 상태 및 외부 온도, 시간 등 주변 환경에 반응하는 것을 반영한다.

### 기계적 수축기
전기적 수축기는 심근 조직 세포의 전압 개폐형 나트륨, 칼륨 및 칼슘 통로를 연다. 이어서 세포 내 칼슘 증가는 아데노신 삼인산 존재 하에 액틴과 미오신의 상호작용을 유발하여 근수축, 즉 기계적 수축의 형태로 세포 내 기계적 힘을 생성한다. 수축은 심실 내압을 생성하며, 이 압력은 폐동맥과 대동맥의 인접한 줄기 내 외부 잔류 압력을 초과할 때까지 증가한다. 이 단계는 허파동맥 판막과 대동맥 판막을 열게 한다. 그런 다음 혈액은 두 심실에서 박출되어 폐순환과 체순환 시스템으로 박동한다.
기계적 수축은 맥박을 유발하며, 맥박은 신체의 여러 지점에서 쉽게 촉지되거나 관찰될 수 있어 수축기 혈압을 관찰하는 보편적으로 채택된 방법—촉진 또는 시진—을 가능하게 한다.
수축기의 기계적 힘은 장축 및 단축을 중심으로 근육 덩어리를 회전시키며, 이 과정은 심실이 "쥐어짜지는" 것으로 관찰될 수 있다.

## 생리적 기전
심장의 수축기는 굴심방결절에 위치한 전기 흥분성 세포에 의해 시작된다. 이 세포들은 세포막을 통한 전기적 전위의 탈분극에 의해 자발적으로 활성화되며, 이는 세포막의 전압 개폐성 칼슘 통로를 열어 칼슘 이온이 심장 근육 세포의 근형질(세포질)로 유입되게 한다. 칼슘 이온은 근소포체(그래픽 참조)의 분자 수용체에 결합하여 칼슘 이온의 선속(흐름)이 근형질로 유입되게 한다.
칼슘 이온은 트로포닌 C에 결합하여 트로포닌-트로포미오신 단백질 복합체의 입체구조적 변화를 일으키고, 이는 F-액틴 필라멘트 단백질의 미오신 머리(결합) 부위를 노출시켜 근수축이 발생하게 한다.
심장 활동전위는 인접한 근세포의 근형질을 연결하는 간극연접을 통한 양이온의 흐름을 통해 푸르키네 나무의 작은 가지로 원위적으로(또는 바깥쪽으로) 퍼진다.
심실 수축의 전기적 활동은 방실결절에 의해 조율된다. 방실결절은 좌우 심방에서 전기 자극을 받는 세포들의 개별적인 집합체이며, 내재적인 (비록 느리지만) 심장 박동기 활동을 제공할 수 있다. 심장 활동전위는 히스다발을 통해 심장전도근육섬유까지 전기적 경로를 따라 전파된다. 이 전기적 흐름은 심첨에서 큰 혈관의 뿌리까지 조율된 탈분극과 흥분-수축 결합을 유발한다.

## 임상 표기
혈압을 의학적 목적으로 표시할 때는 일반적으로 수축기압과 확장기압을 빗금으로 구분하여 120/80 mmHg와 같이 쓴다. 이 임상 표기는 분수나 비율을 나타내는 수학적 수치가 아니며, 분모 위에 분자를 표시하는 것도 아니다. 오히려, 이는 관련된 두 가지 임상적으로 중요한 압력(수축기 다음 확장기)을 보여주는 의학적 표기이다. 종종 세 번째 숫자, 즉 심박수(분당 박동수) 값과 함께 표시되는데, 이는 일반적으로 혈압 측정과 함께 측정된다.

## 병리학
수축기 기능 장애.

## 같이 보기
- 위거스 다이어그램
- 수축량
- 확장기
- 혈압